# Oostvaardersplassen
Das Naturentwicklungsgebiet Oostvaardersplassen liegt am nordwestlichen Rand der Provinz Flevoland zwischen Lelystad und Almere, unweit von Amsterdam in den Niederlanden.

## Entwicklung

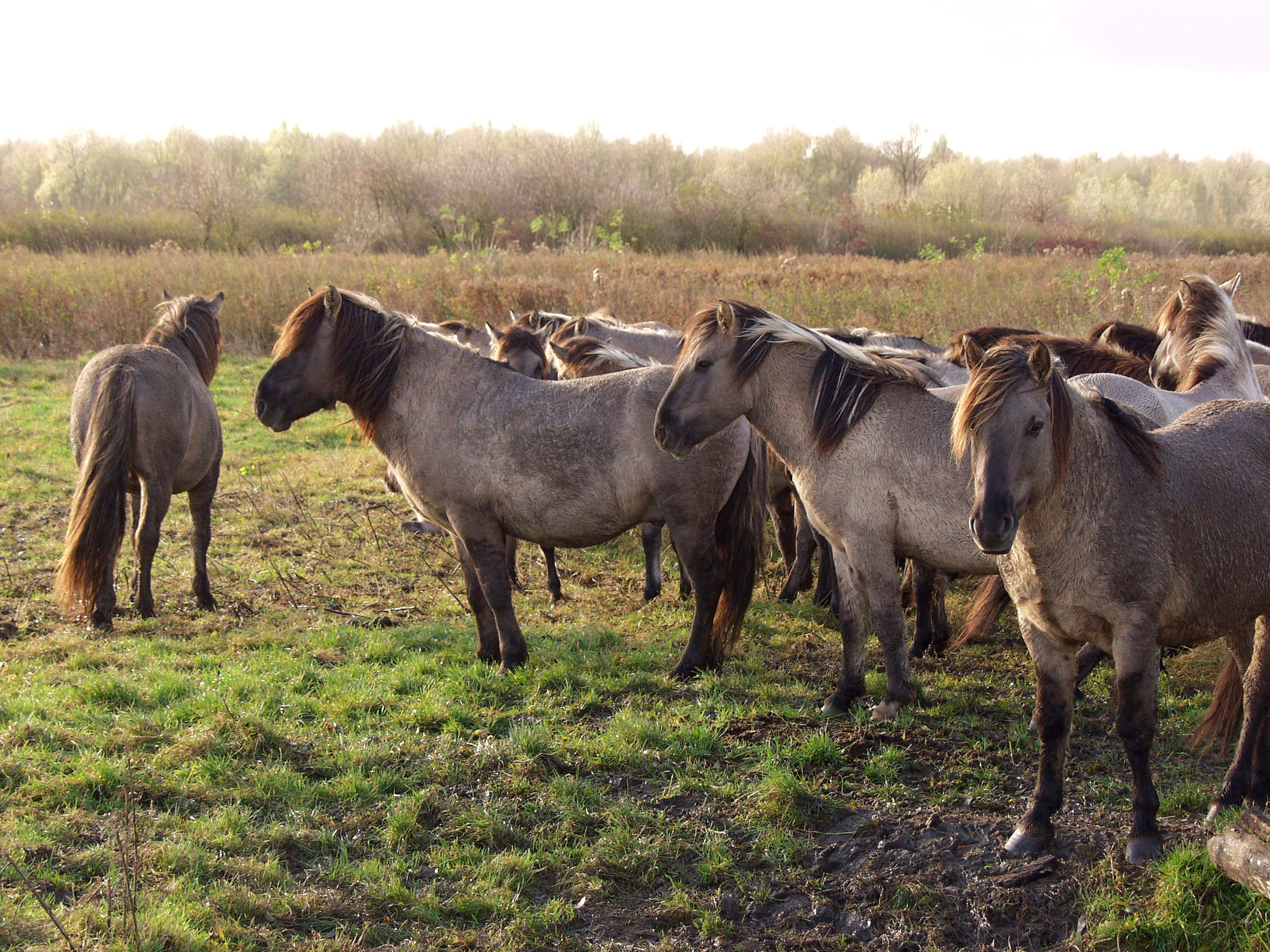
Konik-Pferde

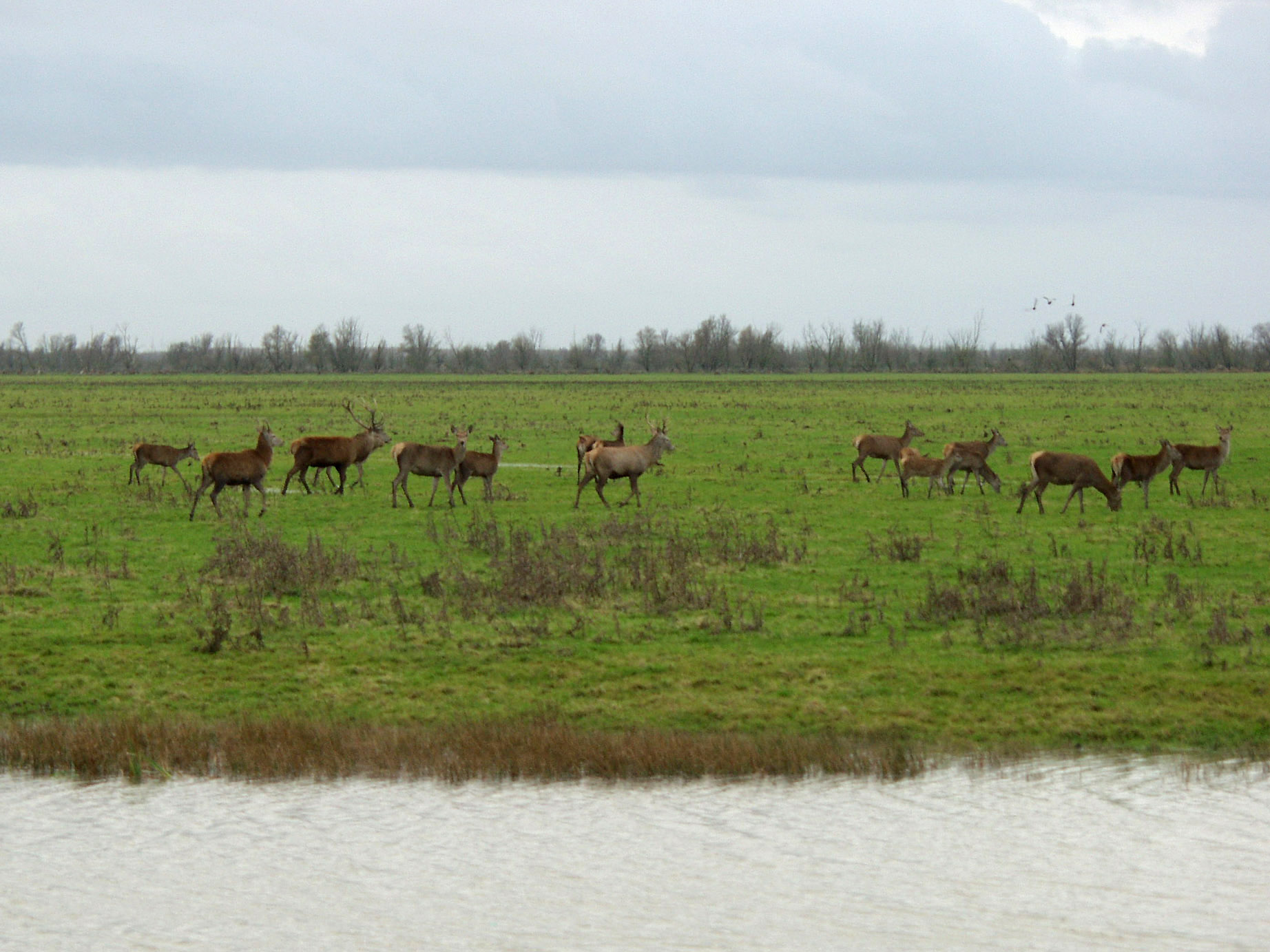
Rothirsche

Nach der Trockenlegung des südlichen IJsselmeeres – der heutigen Provinz Flevoland – im Jahre 1968 stellte man fest, dass der am tiefsten liegende Teil des Polders nicht ganz trocken fiel. Das Gebiet war ursprünglich für die Ansiedlung von Öl- und Schwerindustrie vorgesehen. Nachdem eine weitere Trockenlegung größere Probleme als erwartet mit sich brachte und aufgrund der weltweiten Ölkrise entschied man sich 1972, die industrielle Nutzung aufzugeben. Da auch die Landwirtschaft keinen Bedarf an zusätzlichen und schwer kultivierbaren Flächen hatte, ließ man das Gelände brach liegen. Innerhalb kürzester Zeit vollzog sich anschließend eine natürliche Entwicklung in einem Ausmaß und Tempo, mit dem nicht einmal Fachleute gerechnet hätten.
Auf dem künstlich angelegten Land entstand das größte Tiefland-Riedmoorgebiet Mitteleuropas mit einer großen Anzahl brütender, ziehender, ruhender und überwinternder Vogelarten. 1986 erklärte die niederländische Regierung das Gebiet zum Staatsnatuurmonument. Bereits 1989 wurde es in die Liste der international bedeutsamen Feuchtgebiete nach der Ramsar-Konvention aufgenommen.
Im Laufe der Jahre begann das Gebiet infolge der natürlichen Sukzession zu verbuschen. Lediglich einige Flächen, die intensiv durch Graugänse beweidet wurden, blieben offen. Um diesen Prozess zu unterstützen, entschied man sich im Sinne der Megaherbivorenhypothese für die Ansiedlung großer Pflanzenfresser, um die Flächen ohne menschliche Eingriffe dauerhaft offen zu halten. Nach dieser Theorie gab es im frühen Europa nicht nur dichte Urwälder, wie bislang angenommen, sondern vor allem im sandigen Flachland große Offenlandbereiche, die auf den Verbiss durch große Herden von Weidetieren wie Wisent, Wildpferd oder Auerochse zurückzuführen seien. So begann man 1992 mit der Freilassung von Rothirschen, gefolgt von Konik-Pferden und Heckrindern.
Bislang verlief die Entwicklung im Sinne der Theorie, so dass der Großteil des Gebietes heute aus waldfreien Offenlandbiotopen feuchter und trockener Standorte besteht. Dies hat die natürliche Ansiedlung weiterer Vögel enorm begünstigt.
Mit der 1999 erfolgten Verleihung des Europäischen Diploms für geschützte Gebiete durch den Europarat wurde Oostvaardersplassen den wichtigsten europäischen Feuchtgebieten wie der Camargue oder der Coto de Doñana gleichgestellt. Die beobachtete Entwicklung und die Größe des Gebietes ließen es zu einem Modellfall für die Entstehung sekundärer Wildnisentwicklungsgebiete werden. In den Niederlanden werden sie als „Naturentwicklungsgebiete“ bezeichnet.
Seit 2014 plante die Provinz Flevoland die Umwidmung des Gebietes zum 21. Nationalpark der Niederlande. 2018 erfolgte die Gründung des 28.900 Hektar großen Nationalparks „Nieuw Land“, von dem Oostvaardersplassen den größten Teil ausmacht.
Zur Frage, wie man die Natur in Oostvaardersplassen zurückgewinnen oder erhalten kann, also die Fähigkeit die Artenvielfalt zu erhalten, stellt der holländische Ökologe Perry Cornelissen vom State Forestry Service (Staatsbosbeheer) im Jahr 2022 fest: Das Areal Oostvaardersplassen wurde zum Exempel. Es entstand die Story, dass das Gebiet wahre Natur sei. Doch der Schein trügt. Viele natürliche Prozesse fehlen in Oostvaardersplassen für ein ausbalanciertes Ökosystem. Denn es wurden nur drei Arten von Grasern angesiedelt, damit kontrolliert man die Diversität.

## Naturreichtum

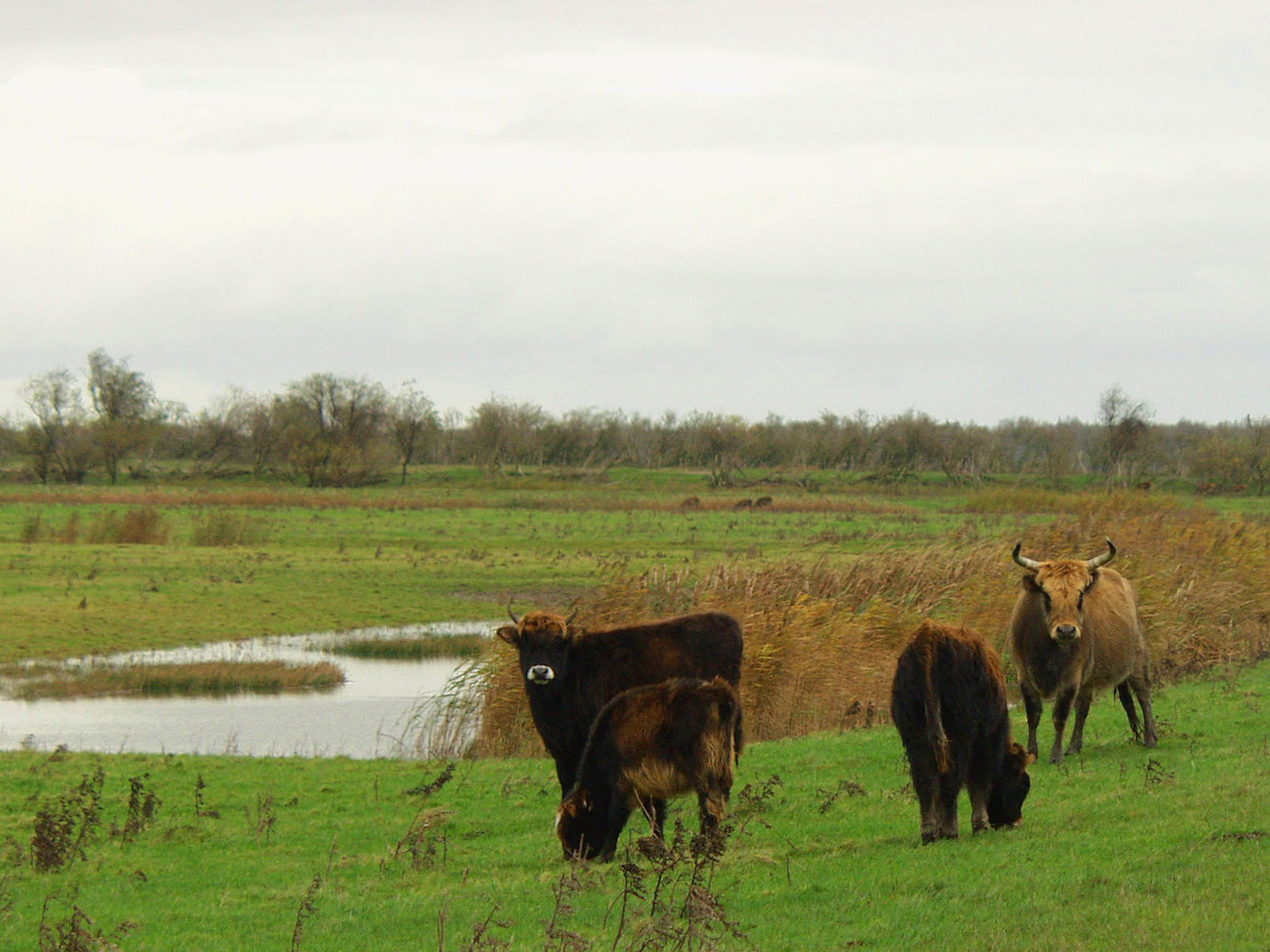
Heckrinder

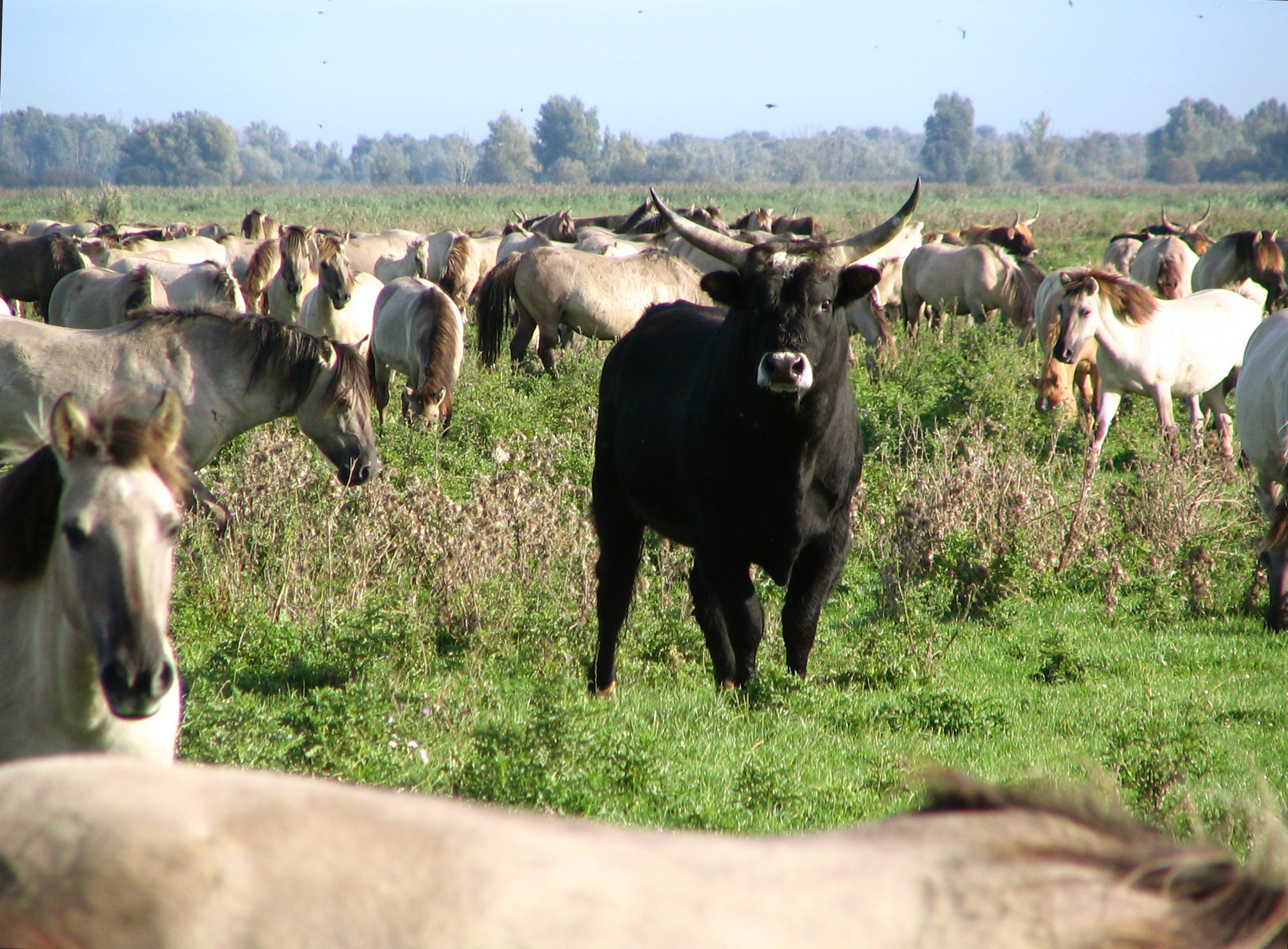
Heckrind-Stier zwischen Konik-Pferden im Schutzgebiet

Oostvaardersplassen ist zurzeit etwa 5600 ha groß und umfasst zu zwei Dritteln feuchte und zu einem Drittel trockene Biotope.
Im Gegensatz zu den meisten Offenlandbiotopen der mitteleuropäischen Kulturlandschaften, die der dauerhaften Pflege bedürfen, ist das Gebiet bezogen auf rund 250 Pflanzenarten ein eher artenarmer Raum. Der Strukturreichtum dagegen ist sehr groß und lässt für die Zukunft erwarten, dass auch die Artenvielfalt zunehmen wird.
Nicht zuletzt durch den enormen Fischreichtum der Gewässer mit insgesamt 17 Arten wurden bisher rund 250 Vogelarten gezählt, von denen 90 regelmäßig im Gebiet brüten. Darunter sind vor allem Gänse, Enten, Rallen, Stelz- und Watvögel, sieben verschiedene Reiherarten, sowie viele Greifvögel. Hervorzuheben sind unter anderem Seeadler (seit 2005), Fischadler, Silber- und Purpurreiher, Löffler und Blaukehlchen. Die Brutvorkommen von 25 Arten sind für den internationalen Artenschutz von Bedeutung.
Die eingebürgerten Rothirsche, Koniks und Heckrinder, die aus Gründen eines möglichst großen Genpools aus verschiedenen Populationen Europas stammen, umfassen mittlerweile insgesamt rund 2200 Tiere (850 Hirsche, 1000 Pferde, 400 Heckrinder), Tendenz steigend. Da alle drei Arten unterschiedliche Pflanzen verwerten, ergänzen sich die Tiere optimal. Als Ersatz für das ursprüngliche, europäische Wildpferd und den Auerochsen, die beide seit einigen Jahrhunderten ausgerottet sind, wurden Koniks und Heckrinder gewählt, die diese genannten Wildformen ökologisch ersetzen sollen.
Auch die Kadaver der toten Pflanzenfresser, die nicht entfernt werden, bieten seltenen Tierarten neue Möglichkeiten. So profitieren die inzwischen heimischen Seeadler vom Aas und im Frühling 2005 ließ sich ein Mönchsgeier nieder, bis er am 15. August von einem Zug erfasst wurde und starb.
Überlegungen, auch Wölfe anzusiedeln, die notwendig wären, um die Zahl der Pflanzenfresser natürlich zu regulieren, wurden bislang verworfen, da man vor allem die Gegnerschaft von Jägern und Viehhaltern fürchtet. Längerfristig rechneten um 2009 die Verantwortlichen aber damit, dass Wölfe früher oder später aus anderen Gebieten Mitteleuropas zuwandern werden. Damals kommen nur marderartige Raubtiere und als größte Raubtiere zahlreiche Füchse im Gebiet vor, inzwischen ist die Mitteleuropäische Flachlandpopulation des Wolfes in den Niederlanden vertreten.

## Pflege
Um die natürliche Entwicklung möglichst wenig zu beeinflussen, werden lediglich zwei Pflegemaßnahmen durchgeführt: einerseits der Abschuss kranker und stark geschwächter Weidetiere als Ersatz für die fehlenden Beutegreifer und andererseits die Option zur Regulierung des Wasserstandes mittels einer Pumpstation, sofern extreme Wasserstände auftreten würden. Tiere, die so geschwächt oder verletzt sind, dass sie sich ohne Hilfe nicht wieder erholen können, werden von Parkwächtern erschossen, um ihnen unnötiges Leiden zu ersparen. Ansonsten werden keinerlei Eingriffe durchgeführt.

## Kritik

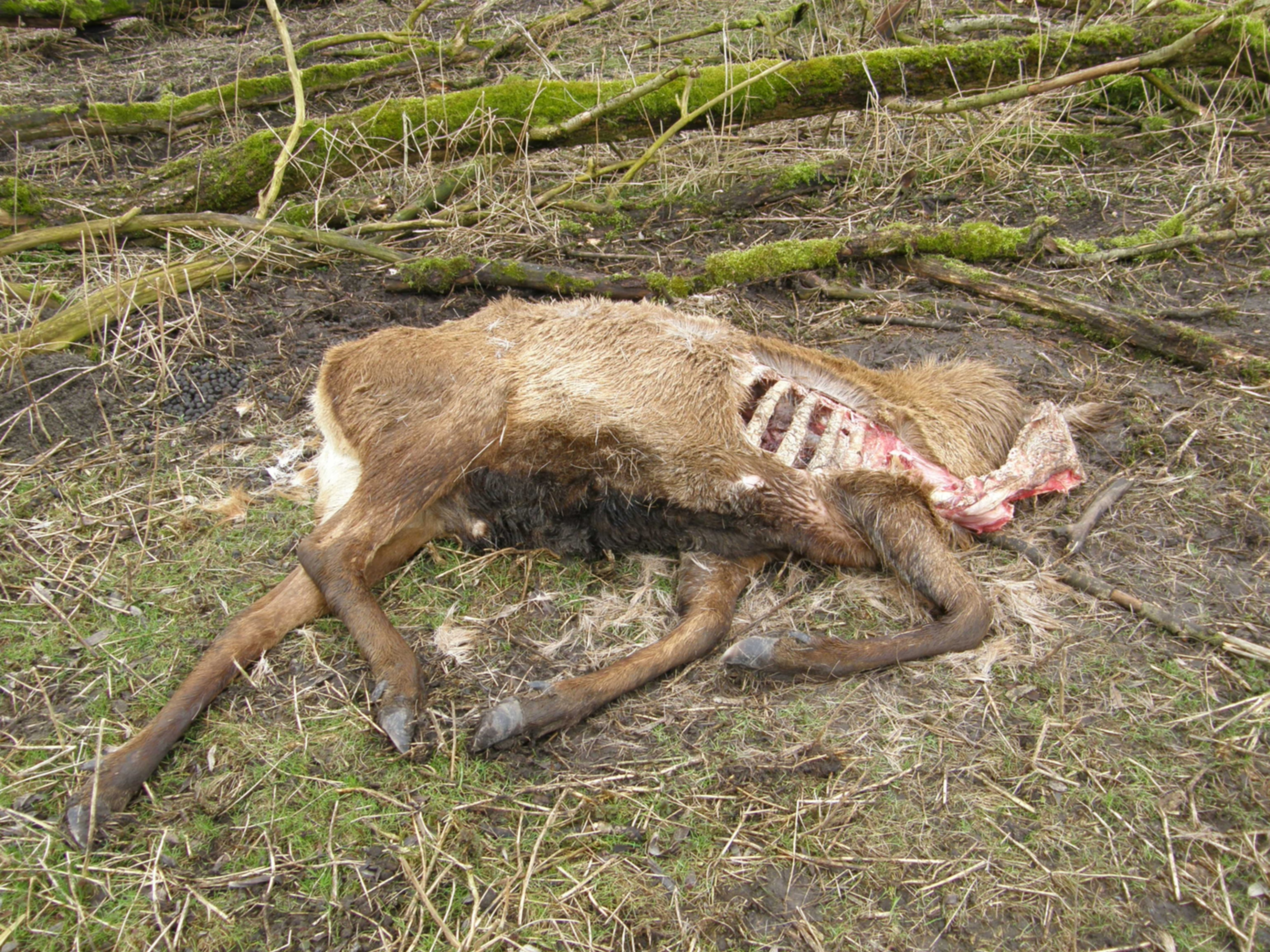
Kadaver eines geschwächten Hirsches, der geschossen wurde, um dem Tier unnötiges Leiden zu ersparen

In den letzten Jahren und besonders in den Wintern 2009/2010 und 2017/2018 entstand zunehmend Kritik an den Pflegemaßnahmen. Im Winter hungern Tiere und verhungern teilweise.
Im niederländischen Parlament wurde mehrmals über schwere Winterbedingungen in Oostvaardersplassen diskutiert. Am 17. März 2010 hat das Parlament mit einem Antrag den Agrarminister aufgefordert, die hungernden Tiere zu füttern. Von Tierschützern wird auch der hohe Tierbestand im Verhältnis zur Fläche als Folge der fehlenden Regulierung durch natürliche Feinde oder Jagd beklagt.

## Zukunftsentwicklung
Für die Zukunft war eine stufenweise Ausweitung des Gebietes geplant. Die Chancen schienen gut, da die Umgebung relativ dünn besiedelt ist und immer mehr Ackerbauflächen als unrentabel aufgegeben werden. Mittelfristig sollte ein etwa 11 km langer und 1,5 km breiter Korridor (Oostvaarderswold) von 1800 ha geschaffen werden, der den Tieren einen Zugang zum südlich gelegenen Holsterwald ermöglicht. So sollte bis 2015 ein insgesamt 15.000 ha großes Schutzgebiet namens Oostvaardersland entstehen. Diese Pläne wurden aus politischen und finanziellen Gründen beiseitegelegt.
Nach den Vorstellungen der Naturschützer sollte im Laufe der nächsten Jahrzehnte ein Verbund aus natürlich beweideten Offenlandbiotopen von Oostvaardersplassen bis in die Nationalparks der Veluwe entstehen. Langfristig wurde sogar über eine Ausdehnung des Gebietes über so genannte Trittstein-Wildniskorridore bis in die Niederrheinregion und zur Lippe spekuliert.

## Tourismus

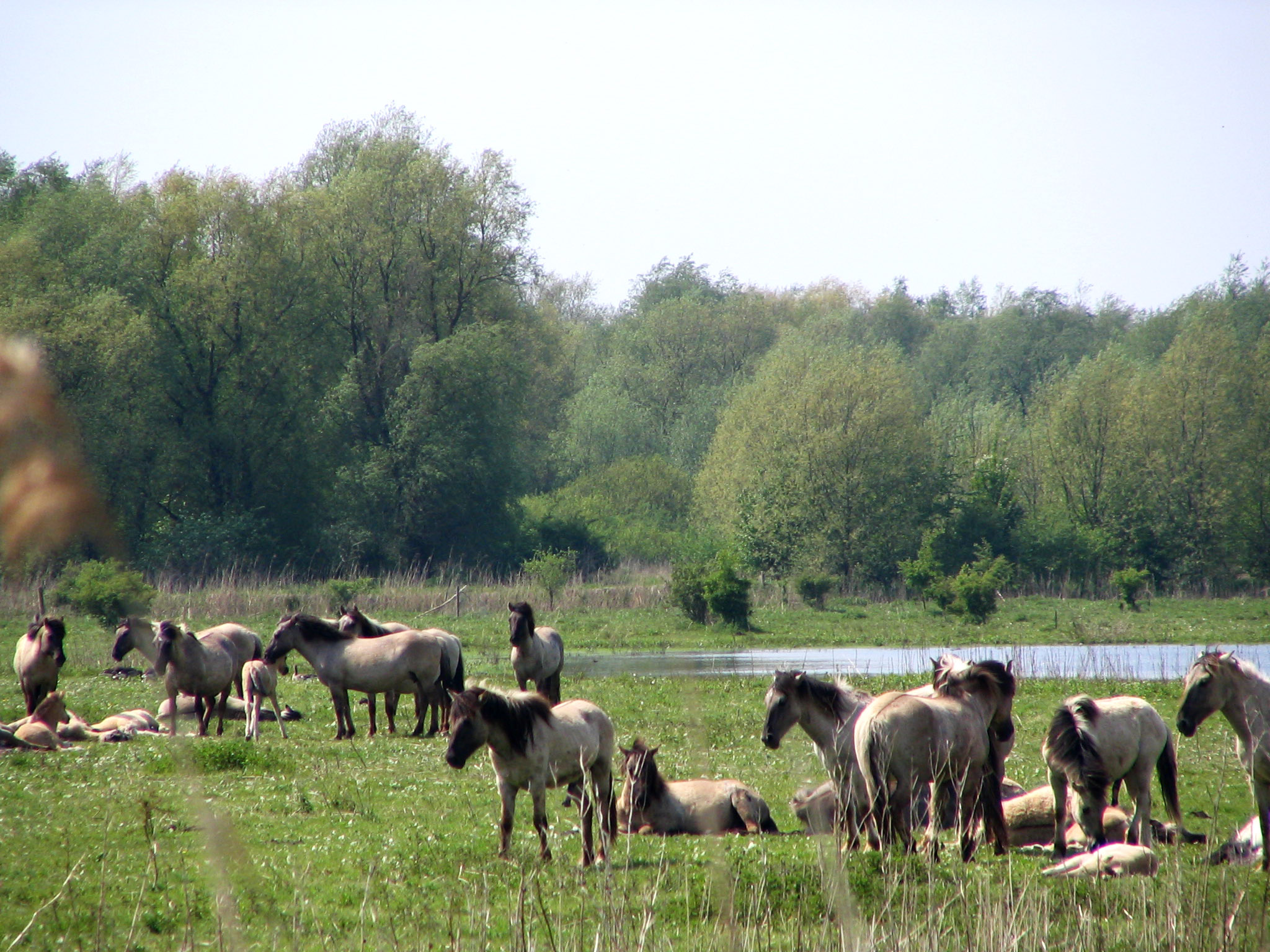
Konik-Pferde

Der Großteil von Oostvaardersplassen darf nicht betreten werden. Dies dient nicht nur dem Ruhebedürfnis der Tiere, sondern auch dem Schutz der Besucher vor eventuellen Tierattacken. Es gibt jedoch in den Randbereichen einige Aussichtspunkte für Vogelbeobachter und kleinere Wanderrouten, von denen die längste etwa 5 km durch das Gelände führt. Darüber hinaus bietet die Staatliche Forstverwaltung (Staatsbosbeheer), die auch für die Verwaltung der Naturschutzgebiete zuständig ist, im Besucherzentrum nahe Lelystad regelmäßig verschiedene Führungen an. Alle Informationen dazu findet man auf der unten genannten Internetseite.

## Dokumentarfilme
- Mark Verkek: Die neue Wildnis. EMS Films, Niederlande, 2013 (Bewertung durch die FBW). Deutschlandpremiere am 8. April 2015 in der Lichtburg Essen.
- Niederlande: Hungersnot im Paradies, eine 7-minütige Dokumentation im Rahmen des ARD-Weltspiegels vom 9. September 2018[10]